# Brady Heslip
Brady Heslip (Oakville, 19 giugno 1990) è un ex cestista canadese.
È il nipote di Jay Triano.

## Carriera
Inizia la sua carriera professionistica nel 2014 con i Reno Bighorns in NBDL; il 23 gennaio 2015 firma un contratto con i bosniaci dell'Igokea.
Il 31 luglio 2015 firma un contratto con la Pallacanestro Cantù.
Il 31 luglio 2018 Heslip firma con gli Fraport Skyliners.
Il 30 dicembre 2019, Heslip si ritira dal mondo della pallacanestro per iscriversi ad un MBA alla Smith School of Business del Queens.
Con il Canada ha disputato i Campionati mondiali del 2019 e tre edizioni dei Campionati americani (2013, 2015, 2017).

## Statistiche

### College
| Anno       | Squadra      | PG  | PT | MP   | TC%  | 3P%  | TL%  | RP  | AP  | PRP | SP  | PP   |
| ---------- | ------------ | --- | -- | ---- | ---- | ---- | ---- | --- | --- | --- | --- | ---- |
| 2011-2012  | Baylor Bears | 38  | 37 | 27,1 | 45,5 | 45,5 | 92,1 | 1,3 | 1,0 | 0,6 | 0,0 | 10,2 |
| 2012-2013† | Baylor Bears | 36  | 36 | 26,3 | 38,9 | 38,6 | 75,8 | 1,4 | 0,9 | 0,5 | 0,0 | 8,6  |
| 2013-2014  | Baylor Bears | 38  | 19 | 27,4 | 45,1 | 46,5 | 80,3 | 1,3 | 0,9 | 0,5 | 0,0 | 11,7 |
| Carriera   | Carriera     | 112 | 92 | 26,9 | 43,3 | 43,7 | 82,3 | 1,3 | 0,9 | 0,6 | 0,0 | 10,2 |

### G League
| Anno       | Squadra       | PG | PT | MP   | TC%  | 3P%  | TL%  | RP  | AP  | PRP | SP  | PP   |
| ---------- | ------------- | -- | -- | ---- | ---- | ---- | ---- | --- | --- | --- | --- | ---- |
| 2014-2015  | Reno Bighorns | 20 | 16 | 30,9 | 47,6 | 44,3 | 76,5 | 2,0 | 1,0 | 1,1 | 0,0 | 24,5 |
| 2016-2017† | Raptors 905   | 48 | 30 | 28,7 | 44,5 | 41,9 | 87,0 | 1,9 | 2,9 | 0,6 | 0,0 | 16,1 |
| Carriera   | Carriera      | 68 | 46 | 29,4 | 45,7 | 42,8 | 82,8 | 1,9 | 2,3 | 0,8 | 0,0 | 18,5 |

### Eurocup
| Anno      | Squadra           | PG | PT | MP   | TC%  | 3P%  | TL%  | RP  | AP  | PRP | SP  | PP   |
| --------- | ----------------- | -- | -- | ---- | ---- | ---- | ---- | --- | --- | --- | --- | ---- |
| 2018-2019 | Skyl. Francoforte | 10 | 5  | 23,2 | 42,9 | 41,4 | 85,7 | 1,1 | 1,2 | 0,3 | 0,0 | 11,3 |
| Carriera  | Carriera          | 10 | 5  | 23,2 | 42,9 | 41,4 | 85,7 | 1,1 | 1,2 | 0,3 | 0,0 | 11,3 |

## Palmarès
- Campione NBA D-League (2017)
- Campione NIT (2013)
- Campionato bosniaco: 1

Igokea: 2014-15
- Coppa di Bosnia ed Erzegovina: 1

Igokea: 2015